# Eamont Bridge
Eamont Bridge est un village de Cumbria, en Angleterre. Il est situé juste au sud de la ville de Penrith, sur la rivière Eamont. Administrativement, il relève du district d'Eden et forme la paroisse civile de Yanwath and Eamont Bridge avec le village voisin de Yanwath. Au moment du recensement de 2011, elle comptait 535 habitants.
Le village abrite deux henges préhistoriques : la Table ronde du roi Arthur et Mayburgh Henge.